# 寿都湾
座標: 北緯42度49分0秒 東経140度15分0秒 / 北緯42.81667度 東経140.25000度
寿都湾（すっつわん）は日本海北東部、北海道西部にある湾。

## 概要
湾口の幅約9km、奥行き約6km。北に開けた湾であり、湾の西岸には弁慶岬のほか、寿都町の中心部や寿都漁港がある。湾奥には朱太川が流入しており、河口付近は砂浜海岸となっている。湾内では、サケなどの定置網のほか、カキやホタテなどの養殖が行われている。